# Lody Roembiak
Lodewijk Paul Cornelius ("Lody") Roembiak (Leiden, 18 mei 1969) is een Nederlands voormalig voetballer van Papoea komaf.
Roembiak, die als rechtermiddenvelder speelde, begon zijn loopbaan in 1987 bij FC Den Haag. Hij speelde voor verschillende Nederlandse clubs voordat hij in 1994 bij het Turkse Antalyaspor ging spelen. Na een succesvolle periode in Zwitserland bij FC Aarau kwam hij in 1998 bij de Duitse topclub Werder Bremen. Na zijn eerste seizoen in Bremen werd hij tweemaal verhuurd. Hij beëindigde zijn loopbaan in 2003 bij Cambuur Leeuwarden na in totaal 231 competitiewedstrijden waarin hij 25 doelpunten maakte. Hierna speelde hij nog tot 2005 voor de amateurs van LVV Friesland. Anno 2022 is hij assistent trainer van het Heren 1 elftal van de Leeuwarder Zwaluwen.